# Willie Roaf
William Layton Roaf (18 de abril de 1970), apodado «Nasty», es un exjugador a nivel universitario y profesional de fútbol americano que se desempeñó como offensive tackle en la National Football League (NFL) durante trece temporadas. Jugó fútbol americano universitario para la Louisiana Tech Univerisity, y mereció honores All-American. Fue seleccionado en la primera ronda del Draft de la NFL de 1993, y jugó a nivel profesional para los New Orleans Saints y los Kansas City Chiefs. Fue elegido al Pro Bowl en once ocasiones y al equipo All-Pro en nueve, además de ser inmortalizado en el Salón de la Fama del Fútbol Americano Profesional en 2012.

## Primeros años
Roaf nació en Pine Bluff, Arkansas. Su padre era dentista y su madre, Andree Layton Roaf, fue la primera mujer de raza negra que sirvió en la Suprema Corte de Arkansas. Se graduó de la preparatoria Pine Bluff, donde jugó para el equipo de fútbol americano de los Pine Bluff Zebras. No llamó mucho la atención de los cazadores de talento a su salida de la preparatoria, e incluso consideró dedicarse al baloncesto en lugar del fútbol americano en la universidad.

## Carrera universitaria
Roaf recibió una beca atlética para asistir a la Louisiana Tech University, donde tuvo una carrera sobresaliente con los Louisiana Tech Bulldogs de fútbol americano de 1989 a 1992. Fue conocido por su habilidad para bloquear y su considerable velocidad para alguien de su tamaño, y se le reconoció como un All-American del primer equipo, además de ser finalista en su último año para el trofeo Outland, otorgado al mejor offensive lineman universitario.

## Carrera profesional
Comenzó su carrera profesional en el fútbol americano con los New Orleans Saints de la NFL, que lo seleccionaron en la octava posición de la primera ronda del draft de 1993. Aquella selección la habían obtenido de los Detroit Lions a cambio de Pat Swilling. Roaf jugó nueve temporadas con los Saints; fue elegido para participar en siete Pro Bowls, y se ganó un lugar tanto en el equipo de la década de 1990 de la NFL como en el de la década de 2000, convirtiéndolo en el jugador de los Saints más laureado de la historia hasta entonces. Roaf sufrió una lesión que puso fin a su temporada en 2001 y fue posteriormente enviado a los Kansas City Chiefs en marzo de 2002 a cambio de una selección condicional en el draft. Jugó cuatro temporadas más con los Chiefs, y fue elegido para el Pro Bowl en cada uno de esos años, para un total de once selecciones.
El 28 de julio de 2006, Roaf declaró para el Kansas City Star que se retiraba del fútbol americano. El gerente general Carl Peterson dijo que guardaba esperanzas de que Roaf cambiara de idea, pero Roaf respondió que estaba decidido a retirarse. En 2009 Roaf tomó su primer trabajo como entrenador, en la posición de entrenador de offensive line en el Santa Monica College de Santa Mónica, California.
Roaf ha sido elegido a los salones de la fama deportivos de Arkansas (en 2007), Louisiana (en 2009) y de los New Orleans Saints (en 2008), así como el Salón de la Fama del Fútbol Americano Profesional el 4 de febrero de 2012, en su segundo año de elegibilidad.